# Aliciella subacaulis
Aliciella subacaulis är en blågullsväxtart som först beskrevs av Per Axel Rydberg, och fick sitt nu gällande namn av J. M. Porter och L. A. Johnson. Aliciella subacaulis ingår i släktet Aliciella och familjen blågullsväxter. Inga underarter finns listade i Catalogue of Life.